# محاصره حمص
محاصره حمص درگیری نظامی بین نیروهای مسلح عربی سوریه و اپوزیسیون سوریه بود که در شهر حمص و در خلال جنگ داخلی سوریه در جریان بود. این محاصره از مه ۲۰۱۱ تا مه ۲۰۱۴ یعنی به مدت سه سال به طول انجامید و در نهایت مخالفان دولت شکست خورده و مجبور به عقب‌نشینی از شهر شدند.

## گاه‌شمار وقایع
اعتراضات همه‌جانبه مردم سوریه از مارس ۲۰۱۱ شروع شده بود و درگیری جدی بین معترضان و نیروهای امنیتی در شهر حمص به صورت جدی از ماه آوریل شدت گرفت. اوایل می ۲۰۱۱ ارتش سوریه برای سرکوب اعتراضات حمص وارد عمل شد و بدین ترتیب محاصره این شهر آغاز شد.
برخلاف اینکه ارتش سوریه موفق شده بود اعتراضات درعا را در زمانی اندک سرکوب کند در حمص آن چنان موفق نبود و محاصره این شهر سه سال به طول انجامید.
همچنین تا ماه سپتامبر علاوه بر درگیری معترضان و نیروهای امنیتی، درگیری‌های شدیدی نیز بین علویان و سنی‌های حمص صورت گرفت.
اواخر اکتبر ۲۰۱۱ نیروهای ارتش آزاد که در محله استراتژیک بابا عمر حمص کمین کرده بودند خسارات سنگینی به ارتش سوریه وارد کردند. و تا اوایل ماه نوامبر از آن منطقه دفاع کردند. اواخر دسامبر ۲۰۱۱ فرستاده‌ای از جانب اتحادیه عرب به حمص رفت تا از شرایط عراب شهر گزارشی تهیه کند. پس از شکست در محله بابا عمر ارتش سوریه در فوریه ۲۰۱۲ راه‌های این محله را بست و آن را بمباران کرد. در ماه مارس نیروی زمینی ارتش وارد این منطقه شد و با تصرف آن معارضان از این منطقه عقب‌نشینی کردند.
اوایل می ۲۰۱۲ پس از اتمام آتش‌بس سازمان ملل درگیری‌های پراکنده‌ای در گوشه و کنار شهر گزارش شد. در آن زمان دولت سوریه تقریباً کنترل اکثر مناطق شهر را در دست داشت. با وجود این که معارضان تنها ۱۵٪ الی ۲۰٪ از محلات شهر را در اختیار داشتند اما درگیری‌ها همچنان ادامه داشت.
مارس ۲۰۱۳ ارتش سوریه عملیاتی را برای بازپسگیری اندک مناطق باقی مانده شهر آغاز کرد اما با ورود نیروهای کمکی معارضان که از شهر همسایه القصیر به حمص آمده بودند این عملیات با شکست مواجه شد. اواسط این ماه معارضان اقدام به باز پسگیری محله بابا عمر کردند که این عملیات نیز ناموفق بود. آوریل ۲۰۱۳ تعداد زیادی از نیروهای حزب‌الله به منظور کمک به نیروهای ارتش سوریه وارد حمص شدند.
می ۲۰۱۴ براساس توافق صورت گرفته بین ارتش سوریه و معارضان، معارضان به صورت کامل از حمص عقب‌نشینی کردند و بدین ترتیب دولت سوریه بار دیگر کنترل کامل این شهر را به دست آورد.